# Білінський Володимир Броніславович
Володи́мир Бронісла́вович Білі́нський (18 травня 1936, смт Дунаївці Хмельницької області — 7 червня 2022, Київ) — український публіцист, дослідник історії, автор бестселерів «Країна Моксель, або Московія», «Москва Ординська» та «Україна-Русь».

## Життєпис

Обкладинка книги «Країна Моксель, або Московія» (Видавництво імені Олени Теліги)

Володимир Броніславович Білінський народився 18 травня 1936 року в селищі Дунаївцях на Поділлі.
У 1959 році закінчив факультет «Мости і тунелі» Дніпропетровського інституту інженерів залізничного транспорту.
За розподілом поїхав працювати до Казахстану. З 1959 до 1996 року жив і працював у Караганді, де пройшов шлях від майстра до заступника начальника Главку. Будував мости на Казахстанській магнітці, на каналі Іртиш—Караганда, на шахтах Карагандинського вугільного басейну, на всіх автомагістралях і залізницях Центрального Казахстану. Під його керівництвом зведено мости у Караганді, Павлодарі, Кокчетаві, Темиртау, Джезказгані, Балхаші, Екібастузі, Шахтинську та в інших містах.
З 1982 року працював у системі Мінважбуду Казахстану на посадах заступника начальника Главку та начальника Главку. Був членом Колегії Держбуду Казахстану.
У 1999 році повернувся в Україну. Проживав у Києві. Часто відвідував з презентаціями та лекціями міста України, зокрема, Тернопіль, де зустрічався з містянами, учнями шкіл та вишів.

## Доробок
Друкувався в газетах: «Літературна Україна», «Українське слово», «Столиця», «Нація та держава».

### Книги
- «Страна Моксель» (2002),
- «Открытие Великороссии» (2004),
- «Страна Моксель, или открытие Великороссии» у трьох книгах (2006),
- «Країна Моксель, або Московія» у трьох книгах (2008),
- «Москва ординська» (2011),
- «Москва ординська. Книга друга» (2012),
- «Україна-Русь» — «Споконвічна земля. Книга перша.» (2013),
- «Україна-Русь» — «Князі Галицькі-Острозькі. Книга друга.» (2015)
- «Україна-Русь» — «Українська звитяга. Книга третя.» (2016)

## Відзнаки
У 2011 році за книгу «Країна Моксель, або Московія» Володимира Білінського було визначено лауреатом Премії ім. Івана Франка в галузі інформаційної діяльності у номінації «За найкращу наукову роботу в інформаційній сфері».

## «Країна Моксель, або Московія»

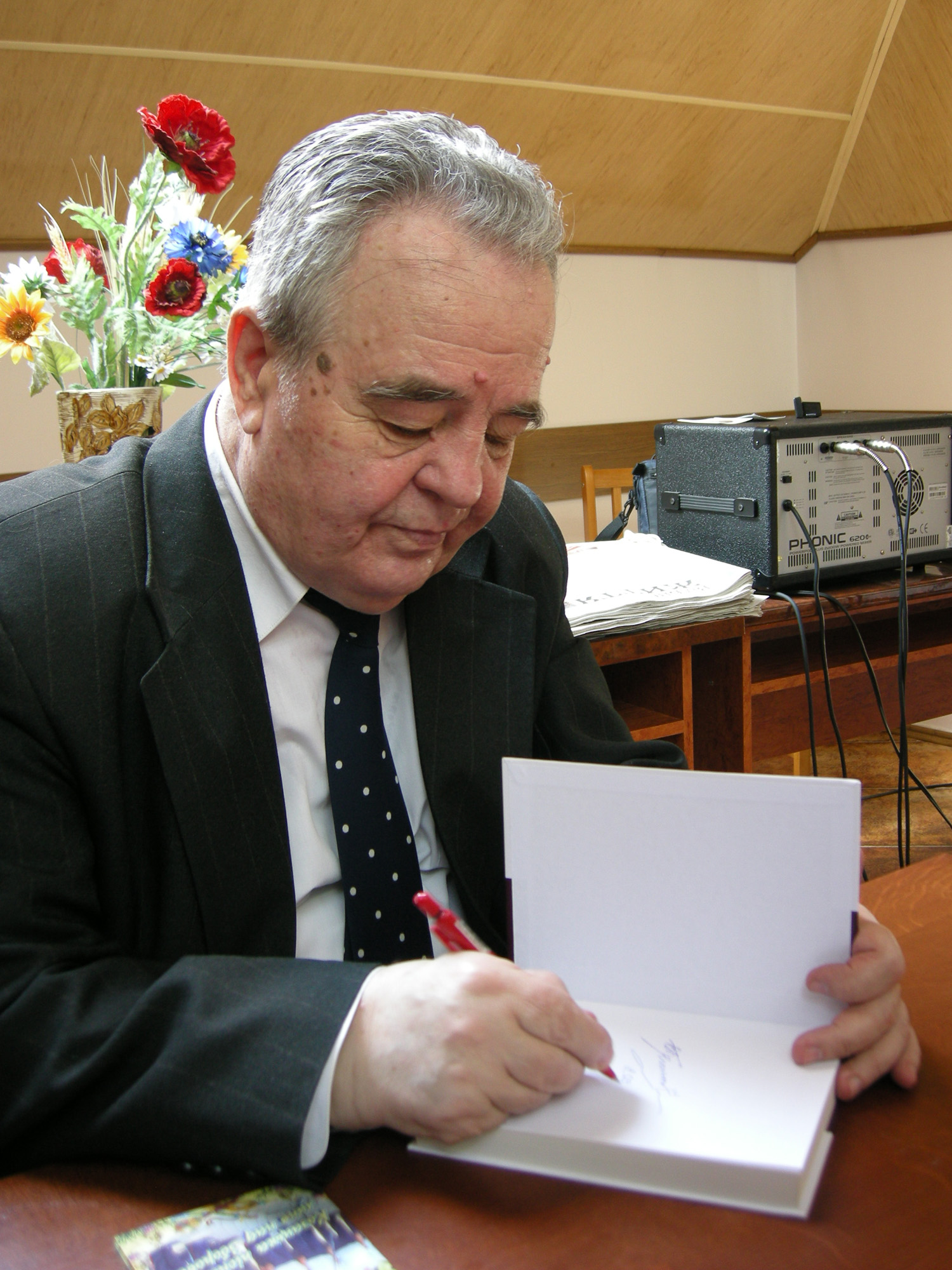
Володимир Білінський у редакції газети «Вільне життя плюс» (2012 р.).

Володимир Білінський та його прихильники вважають, що історія Росії (Московії) фальсифікувалася з метою вивищення великороського народу та применшення ролі інших націй, зокрема й української.
У тритомнику «Країна Моксель, або Московія» йдеться про фіно-угорське коріння російської цивілізації, що заперечує офіційну версію «триєдиного» народу, яку використовують у державній ідеології сучасної РФ. Автор переконує, що багато років відбувалася методична зачистка та перекручування старовинного історичного матеріалу: «Уся російська і навіть європейська історичні науки сповідують думку про „незалежний розвиток Московії“ в Золотій Орді. Однак це ― московська брехня… Це був звичайний улус єдиної держави…»
Володимир Білінський аналізує джерела, зіставляє історичні факти, щоби довести, що народ Московії протягом віків був підданцем золотоординців, жив за їхніми законами й зазнав змішування крові та звичаїв.
Автор доводить, що такі відомі російські імперські історики, як Карамзін, Соловйов, Ключевський створили міфологію великоросійської держави, зокрема:
1. що нібито росіяни — слов'яни;
2. що нібито Ростово-Суздальсько-Рязанська земля входила до складу Великого Київського князівства;
3. що нібито Москву заснував князь Юрій Долгорукий 1147 року;
4. що нібито князь Олександр Невський народився 1220 року та брав участь у битві на річці Неві зі шведами в 1240 році, з німцями й естами в 1242 році на Чудському озері.

## «Москва Ординська»

Обкладинка книги «Москва Ординська» (Видавництво імені Олени Теліги, 2012 рік.)

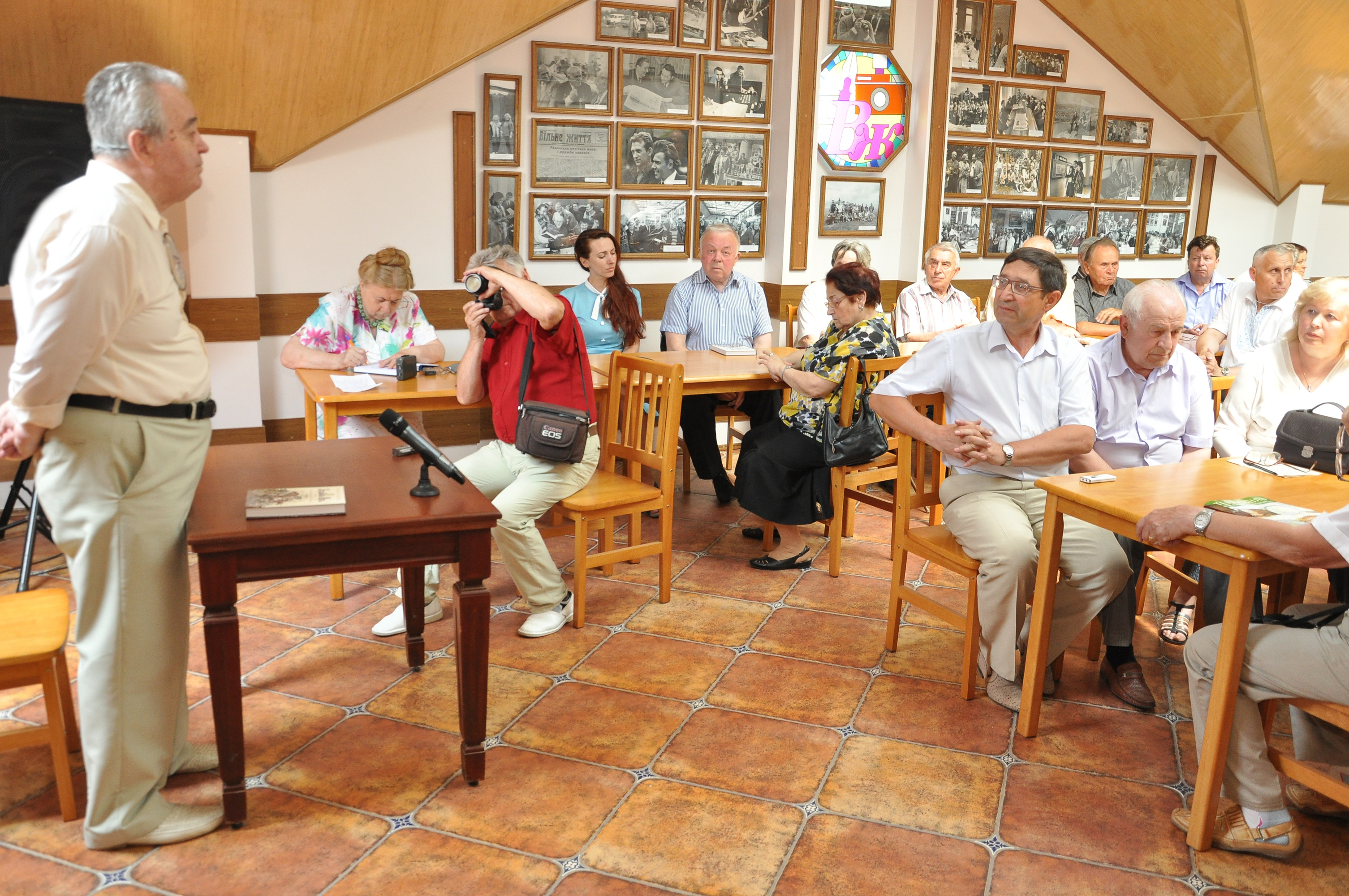
Володимир Білінський у редакції газети «Вільне життя плюс» (2015 р.).

Два томи праці «Москва Ординська» побачили світ у видавництві імені Олени Теліги у 2011 та 2012 роках. Автор опрацював відкриті джерела і факти російської історіографії та подає історію Московії з VII століття, побіжно згадуючи викриті факти фальшування історії, викладені у попередній книзі «Країна Моксель, або Московія». Перший том «Москви Ординської» складається з п'яти частин:
1. Тмутаракань і Мещерська земля (VII—XII століття)
2. Татаро-монголи
3. Завоювання Тмутаракані та Мещерської землі
4. Золота Орда: Становлення
5. Золота Орда: Північні улуси

У томі, що містить 137 посилань на наукову літературу, простежено становлення Чингізидів як правителів Золотої Орди та Московської держави після 1238 року, прийняття ними християнської віри, канонізацію їх Московською православною церквою.

Друга книга «Москви Ординської», як і перша, складається з п'яти частин:
1. Цар (хан) Узбек у часи смути
2. Цар (хан) Тохтамиш
3. Цар (хан) Улу-Мухаммед
4. Московські нащадки Улу-Мухаммеда
5. Перші роки Московського царства

У другій книзі, що містить 205 посилань на наукову літературу, розглянуто період, що охоплює історію Московії XIII—XVII століть. У ній викладені події та проаналізовані факти історичного періоду приєднання до Литви Волині, Галичини та Київщини і виникнення 1320 року Литовсько-руського князівства, створення ханом Узбеком на базі московського уділу Великого Московського князівства у складі Золотої Орди і аж до причин плати Московією данини Кримському ханству вже у XVII столітті.

## «Україна-Русь»

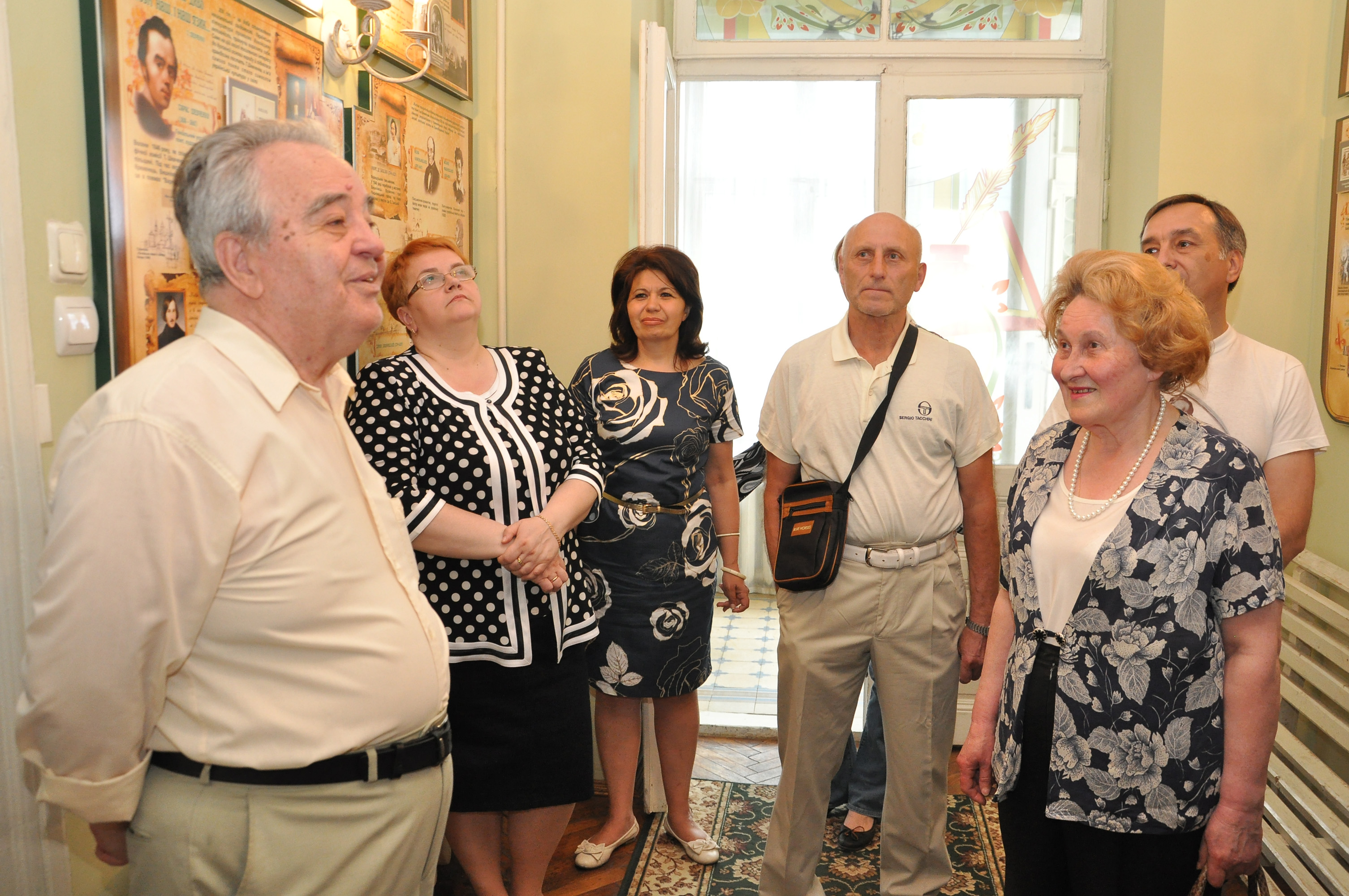
Володимир Білінський у бібліотеці-музеї «Літературне Тернопілля» (2015 р.).

Перша книга «Україна-Русь» — «Споконвічна земля» вийшла друком 2013 року у видавництві імені Олени Теліги, як і попередні книги. У цій праці Володимир Білінський критично розглядає давню історію України, нібито заховану у мороці минулих віків, і доходить висновку, що це лише захований імперсько-шовіністичними поневолювачами України хід історії, який, проте, можна віднайти і побудувати новий каркас історичної науки, відкинувши московські «доважки брехні» та їхні міфи і рос. «былины». Автор на основі історичних документів і досліджень археологів доводить неперервність сучасного українського етносу від VI тисячоліття до нашої ери.
Перша книга «Україна-Русь» — «Споконвічна земля» складається з п'яти частин:
1. Праукраїна і праукраїнці
2. Галицько-Волинська доба Русі
3. Початок Русько-Литовської доби
4. Таємниці Синьоводської битви
5. Початок XV століття. Посол англійського і французького королів Гільбер де-Ланноа (Жільбер де-Лануа)

У книзі використано 138 наукових джерел. Автор доходить висновку, що російська історіографія є неприйнятною для українського народу, хоча б тому, що це наука нашого окупанта, а отже, нашого поневолювача.

## Критика
У жовтні 2019 року в рецензії на докторську дисертацію Петра Ющенка 14 українських істориків, зокрема Георгій Касьянов, Євген Синиця, Олексій Толочко та інші, назвали книжку Володимира Білінського «Україна-Русь» «псевдонауковою роботою».
Академік Петро Толочко з приводу нагороди Володимира Білінського премією ім. І. Франка написав президентові В. Ф. Януковичу відкритого листа, у якому просив скасувати рішення про присудження державної премії:

| Аналізувати положення книги В. Білинського немає жодного сенсу, оскільки наука в ній, як кажуть, і не ночувала. По суті, автор представив власні емоції, надзвичайно тенденційні та образливі. Причому не тільки по відношенню до російського народу, але й до нашої спільної східнослов’янської історичної пам’яті. Не будучи істориком, автор не володіє ні відповідними знаннями, ні умінням системного аналізу. Він не розуміє, що таке джерела, а що — дослідницька точка зору. Метод його роботи те саме що карткове шулерство, коли висмикуються з контексту окремі фрази і видаються за спільну позицію того або іншого історика. До речі, і тут всі його пізнання обмежуються трьома-чотирма російськими істориками XIX ст. Археологічних джерел, без яких неможливо уявити об’єктивну картину давньоруського світу, «лауреат» взагалі не приводить. Безумовно, і не знає їх. Інакше не став би стверджувати, що культурно-історично між Південною Руссю і Суздальсько-Заліським краєм немає нічого спільного.[7] |
Водночас голова Національної спілки письменників України Михайло Сидоржевський дав позитивну оцінку працям Володимира Білінського:

| Подвижник, котрий дав українцям і світові такі знання про нашу історію, яких не спроможні були запропонувати цілі академічні інститути. Дослідник, котрий на основі скрупульозних архівних досліджень спростував московську, повторювану тутешніми продажними толочками, брехливу і криваво небезпечну тезу про якусь «спільну колиску», «народів-братів» чи «єдіний народ». Історик, котрий вказав московитам на їхнє справжнє місце в часі і просторі – на смітнику історії, в обозі ординських ханів. Українець, котрий любив рідну землю дієвою синівською любов'ю, і, «щоби вона не спала», зробив як письменник все для її визволення від темної облуди безпам'ятства і летаргії.[8] |